# Matthew Birir
Matthew Kiprotich Birir (Eldama Ravine, 2 juli 1972) is een voormalige Keniaanse atleet, die gespecialiseerd was in de 3000 m steeple. Hij werd in deze discipline Keniaans en olympisch kampioen.

## Loopbaan
Birir begon serieus te trainen, toen hij op de St. Patrick's High School in Iten terechtkwam. Deze school bracht talrijke bekende Keniaanse atleten voort. Hij veroverde op de wereldkampioenschappen voor junioren in 1988 een zilveren medaille op de 3000 m steeple. Met een tijd van 8.44,54 finishte hij achter William Chemitei. Twee jaar later won hij dit wereldkampioenschap in 8.31,02.
Zijn landgenoot Patrick Sang gold op de Olympische Spelen 1992 in Barcelona als de grote favoriet op de 3000 m steeple. In de laatste ronde rende Birir zijn landgenoot Sang echter voorbij en finishte als eerste met een voorsprong van 0,69 seconde.
Op de wereldkampioenschappen van 1993 in Stuttgart werd Birir door de Italiaan Alessandro Lambruschini naar de vierde plek verwezen. Precies hetzelfde overkwam hem drie jaar later op de Olympische Spelen van 1996 in Atlanta, toen hij opnieuw vierde werd.
Zijn broer Jonah Birir behaalde op de Olympische Spelen van 1992 een vijfde plaats.

## Titels
- Olympisch kampioen 3000 m steeple - 1992
- Keniaans kampioen 3000 m steeple - 1996
- Wereldkampioen junioren 3000 m steeple - 1990

## Persoonlijke records
Baan
| Onderdeel      | Prestatie | Datum       | Plaats   |
| -------------- | --------- | ----------- | -------- |
| 1500 m         | 3.39,17   | 8 juni 1994 | Rome     |
| 3000 m         | 8.00,23   | 6 juli 1994 | Lausanne |
| 3000 m steeple | 8.08,12   | 8 juni 1995 | Rome     |

Weg
| Onderdeel      | Prestatie | Datum           | Plaats  |
| -------------- | --------- | --------------- | ------- |
| halve marathon | 1:02.56   | 6 mei 2007      | Berlijn |
| marathon       | 2:11.43   | 10 oktober 2004 | Brussel |

## Palmares

### 3000 m steeple
- 1988:  WJK - 8.44,54
- 1990:  WJK - 8.31,02
- 1992:  OS - 8.08,84
- 1992:  Memorial Van Damme - 8.16,48
- 1993: 4e WK - 8.09,42
- 1993: 7e Grand Prix Finale - 8.09,42
- 1994:  Memorial Van Damme - 8.18,30
- 1995: 9e WK - 8.21,15
- 1995: 12e Grand Prix Finale - 8.36,22
- 1996: 4e OS - 8.17,18
- 1997: 9e Grand Prix Finale - 8.28,83
- 1999: 8e Adriaan Paulen Memorial te Hengelo - 8.26,58

### 10 km
- 1999:  10 km van Vincennes - 28.08
- 2001:  Corrida van Houilles - 28.54

### halve marathon
- 2001: 4e halve marathon van Egmond - 1:04.49
- 2007: ? halve marathon van Berlijn - 1:02.56

### marathon
- 2001: 8e marathon van Amsterdam - 2:13.58
- 2002: 14e marathon van Hamburg - 2:15.28
- 2003: ?e marathon van Mazatlán - 2:15.54
- 2004:  marathon van Los Angeles - 2:14.25
- 2004:  marathon van Brussel - 2:11.44
- 2005: 7e marathon van Los Angeles - 2:19.06
- 2005: 8e marathon van Frankfurt - 2:12.41
- 2008: 8e marathon van Amsterdam - 2:13.58

1920: Percy Hodge ·
1924: Ville Ritola ·
1928: Toivo Loukola ·
1932: Volmari Iso-Hollo ·
1936: Volmari Iso-Hollo ·
1948: Tore Sjöstrand ·
1952: Horace Ashenfelter ·
1956: Chris Brasher ·
1960: Zdzisław Krzyszkowiak ·
1964: Gaston Roelants ·
1968: Amos Biwott ·
1972: Kipchoge Keino ·
1976: Anders Gärderud ·
1980: Bronisław Malinowski ·
1984: Julius Korir ·
1988: Julius Kariuki ·
1992: Matthew Birir ·
1996: Joseph Keter ·
2000: Reuben Kosgei ·
2004: Ezekiel Kemboi ·
2008: Brimin Kipruto ·
2012: Ezekiel Kemboi ·
2016: Conseslus Kipruto ·
2020: Soufiane El Bakkali ·
2024: Soufiane El Bakkali